# Spoletské vévodství
Spoletské vévodství (italsky Ducato di Spoleto, latinsky Ducatus Spoletii) byl politický útvar ve střední Itálii náležející po část své historie ke Svaté říši římské. 

## Historie
Založil je langobardský vévoda Faroald I. kolem roku 570, kdy Langobardi dobyli Spoleto a jeho okolí. Roku 776 území získal Karel Veliký, přičlenil je k říši jako léno a vévodství dal do správy církve. Roku 842 byla obnovena nezávislost na duchovní moci a vévodství se stalo franckou markou řízenou markrabím. Poslednímu markrabímu odňal vládu roku 949 francký král Berengar II. Císař Jindřich IV. během bojů o investituru později opět jmenoval spoletské vévody. Císař Ota IV. daroval roku 1201 vévodství papežovi a roku 1213 bylo území začleněno do Papežského státu. Titul spoletských vévodů byl později ještě používán členy savojské dynastie.